# Chrysotus brevicornis
Chrysotus brevicornis är en tvåvingeart som beskrevs av Van Duzee 1933. Chrysotus brevicornis ingår i släktet Chrysotus och familjen styltflugor. Inga underarter finns listade i Catalogue of Life.